# Neolaetana neumanni
Neolaetana neumanni es una especie de insecto coleóptero de la familia Chrysomelidae.
Fue descrita científicamente en 1907 por Weise.